# Sovrani di Baviera
In questa lista sono inclusi:

Corona araldica del Regno di Baviera.

Stemma della Baviera

- i Duchi dei Bavari, dal 548 al 788;
- i Duchi di Baviera, dall'895 al 1623;
- i Principi elettori di Baviera, dal 1623 al 1806;
- i Re di Baviera, dal 1806 al 1918.

## Duchi dei Bavari (548-788)

### Agilolfingi
- ca. 555-591 Garibaldo I
- ca. 591-610 Tassilone I
- ca. 610-630 Garibaldo II

Alla morte di Garibaldo II seguirono una serie di reggenti per lo più sconosciuti che ressero il ducato per quasi cinquant'anni. I più probabili furono:
- ca. 630-640 Fara
- ca. 640-680 Teodone I
- ca. 680 Lamberto

Nel 680 si dà inizio alla storia conosciuta della Baviera con Teodone II
- ca. 680-716 Teodone II
- ca. 702-719 Teodeberto
- ca. 711-719 Teobaldo
- ca. 716-719 Tassilone II
- ca. 716-725 Grimaldo
- ca. 725-736 Ugoberto
- ca. 736-748 Odilo
- ca. 748-788 Tassilone III (alla morte del padre, Odilo, il trono era stato usurpato, per alcuni mesi, dallo zio, Grifone) assieme al figlio Teodone III di Baviera dal 776.

## Sovrani della Baviera carolingia (788-911)

### Carolingi
- 788-814 Carlo Magno
- 814-817 Ludovico I il Pio, come imperatore
- 817-876 Ludovico II il Germanico, come re
- 876-880 Carlomanno, come re
- 880-882 Ludovico III il Giovane, come re
- 882-887 Carlo il Grosso, come re
- 887-899 Arnolfo di Carinzia, come re
- 899-911 Ludovico IV il Fanciullo, come re

### Prefetti di Baviera
- 788-799 Geroldo
- 799-818 Audulfo
- 890-895 Engildeo
- 895-907 Liutpoldo

## Duchi di Baviera (907-1180)

### Luitpoldingi
| Ritratto | Nome (nascita–morte)   | Regno         | Regno           | Note                |
| Ritratto | Nome (nascita–morte)   | Inizio        | Fine            | Note                |
| -------- | ---------------------- | ------------- | --------------- | ------------------- |
|          | Arnolfo (?–937)        | 4 luglio 907  | 14 luglio 937   | Figlio di Liutpoldo |
|          | Eberardo (912ca–940ca) | 14 luglio 937 | 938             | Figlio di Arnolfo   |
|          | Bertoldo (900ca–947)   | 938           | 23 novembre 947 | Figlio di Liutpoldo |

### Liudolfingi
| Ritratto | Nome (nascita–morte)             | Regno           | Regno                        | Note                                                                           |
| Ritratto | Nome (nascita–morte)             | Inizio          | Fine                         | Note                                                                           |
| -------- | -------------------------------- | --------------- | ---------------------------- | ------------------------------------------------------------------------------ |
|          | Enrico I (919/922–955)           | 947             | 1º novembre 955              | Fratello dell'imperatore Ottone I                                              |
|          | Enrico II il Litigioso (951–995) | 1º novembre 955 | 976                          | Figlio di Enrico I; deposto                                                    |
|          | Ottone I (954–982)               | 976             | 31 ottobre o 1º novembre 982 | Duca di Svevia; figlio di Liudolfo di Svevia e nipote dell'imperatore Ottone I |

### Liutpoldingi
| Ritratto | Nome (nascita–morte)            | Regno  | Regno | Note                                              |
| Ritratto | Nome (nascita–morte)            | Inizio | Fine  | Note                                              |
| -------- | ------------------------------- | ------ | ----- | ------------------------------------------------- |
|          | Enrico III il Giovane (940–989) | 983    | 985   | Già Duca di Carinzia; figlio di Bertoldo; deposto |

### Liudolfingi
| Ritratto | Nome (nascita–morte)             | Regno         | Regno         | Note |
| Ritratto | Nome (nascita–morte)             | Inizio        | Fine          | Note |
| -------- | -------------------------------- | ------------- | ------------- | --- |
|          | Enrico II il Litigioso (951–995) | 985           | 28 agosto 995 | Ritornato al potere |
|          | Enrico IV il Santo (973/8–1024)  | 28 agosto 995 | 21 marzo 1004 | Figlio di Enrico II; re di Germania dal 1002; imperatore del Sacro Romano Impero come Enrico II dal 1014; cede la Baviera al cognato Enrico V |

### Lussemburgo
| Ritratto | Nome (nascita–morte) | Regno         | Regno | Note                          |
| Ritratto | Nome (nascita–morte) | Inizio        | Fine  | Note                          |
| -------- | -------------------- | ------------- | ----- | ----------------------------- |
|          | Enrico V (?–1026)    | 21 marzo 1004 | 1009  | Conte di Lussemburgo; deposto |

### Liudolfingi
| Ritratto | Nome (nascita–morte)            | Regno  | Regno | Note                                                         |
| Ritratto | Nome (nascita–morte)            | Inizio | Fine  | Note                                                         |
| -------- | ------------------------------- | ------ | ----- | ------------------------------------------------------------ |
|          | Enrico IV il Santo (973/8–1024) | 1009   | 1017  | Riprende il potere in Baviera dopo il tradimento di Enrico V |

### Lussemburgo
| Ritratto | Nome (nascita–morte) | Regno  | Regno | Note                                         |
| Ritratto | Nome (nascita–morte) | Inizio | Fine  | Note                                         |
| -------- | -------------------- | ------ | ----- | -------------------------------------------- |
|          | Enrico V (?–1026)    | 1017   | 1026  | Perdonato e reinsediato come duca di Baviera |

### Salii
| Ritratto | Nome (nascita–morte)          | Regno  | Regno | Note |
| Ritratto | Nome (nascita–morte)          | Inizio | Fine  | Note |
| -------- | ----------------------------- | ------ | ----- | --- |
|          | Enrico VI il Nero (1016–1056) | 1026   | 1041  | Figlio dell'imperatore Corrado II il Salico; re di Germania dal 1039; imperatore del Sacro Romano Impero come Enrico III dal 1046 |

### Lussemburgo
| Ritratto | Nome (nascita–morte)     | Regno  | Regno           | Note                                                                                                 |
| Ritratto | Nome (nascita–morte)     | Inizio | Fine            | Note                                                                                                 |
| -------- | ------------------------ | ------ | --------------- | --- |
|          | Enrico VII (1000ca–1047) | 1042   | 14 ottobre 1047 | Conte di Lussemburgo; nipote di Enrico V; riceve il ducato di Baviera dall'imperatore Enrico il Nero |

### Azzoni
| Ritratto | Nome (nascita–morte)    | Regno           | Regno | Note                                                                   |
| Ritratto | Nome (nascita–morte)    | Inizio          | Fine  | Note                                                                   |
| -------- | ----------------------- | --------------- | ----- | ---------------------------------------------------------------------- |
|          | Corrado I (1020ca–1055) | 2 febbraio 1049 | 1053  | Nominato duca dopo quasi un anno e mezzo di vacanza del trono; deposto |

### Salii
| Ritratto | Nome (nascita–morte)    | Regno  | Regno          | Note |
| Ritratto | Nome (nascita–morte)    | Inizio | Fine           | Note |
| -------- | ----------------------- | ------ | -------------- | --- |
|          | Enrico VIII (1050–1106) | 1053   | 1054           | Figlio dell'imperatore Enrico III; re di Germania dal 1056; imperatore del Sacro Romano Impero come Enrico IV dal 1084 |
|          | Corrado II (1052–1055)  | 1054   | 10 aprile 1055 | Figlio dell'imperatore Enrico III; nominato duca di Baviera dopo l'elezione di suo fratello maggiore a rex romanorum   |
|          | Enrico VIII (1050–1106) | 1055   | 1061           | Sotto la reggenza di sua madre Agnese di Poitou                                                                        |

### Northeim
| Ritratto | Nome (nascita–morte)    | Regno  | Regno | Note                                                  |
| Ritratto | Nome (nascita–morte)    | Inizio | Fine  | Note                                                  |
| -------- | ----------------------- | ------ | ----- | ----------------------------------------------------- |
|          | Ottone II (1020ca–1083) | 1061   | 1070  | Nominato duca di Baviera da Agnese di Poitou; deposto |

### Guelfi
| Ritratto | Nome (nascita–morte)    | Regno  | Regno | Note                                                                                                 |
| Ritratto | Nome (nascita–morte)    | Inizio | Fine  | Note                                                                                                 |
| -------- | ----------------------- | ------ | ----- | --- |
|          | Guelfo I (1035/40–1101) | 1070   | 1077  | Nominato duca dall'imperatore Enrico IV; deposto per l'appoggio dato alla grande rivolta dei Sassoni |

### Salii
| Ritratto | Nome (nascita–morte)    | Regno  | Regno | Note                                              |
| Ritratto | Nome (nascita–morte)    | Inizio | Fine  | Note                                              |
| -------- | ----------------------- | ------ | ----- | ------------------------------------------------- |
|          | Enrico VIII (1050–1106) | 1077   | 1096  | Imperatore del Sacro Romano Impero come Enrico IV |

### Guelfi
| Ritratto | Nome (nascita–morte)              | Regno             | Regno             | Note                                                                            |
| Ritratto | Nome (nascita–morte)              | Inizio            | Fine              | Note                                                                            |
| -------- | --------------------------------- | ----------------- | ----------------- | ------------------------------------------------------------------------------- |
|          | Guelfo I (1035/40–1101)           | 1096              | 9 novembre 1101   | Perdonato e reinsediato come duca di Baviera                                    |
|          | Guelfo II (1073–1120)             | 9 novembre 1101   | 24 settembre 1120 | Figlio di Guelfo I                                                              |
|          | Enrico IX il Nero (1075–1126)     | 24 settembre 1120 | 1126              | Figlio di Guelfo I; abdica e si ritira in un monastero, morendo poco tempo dopo |
|          | Enrico X l'Orgoglioso (1108–1139) | 1126              | 20 ottobre 1139   | Figlio di Enrico IX; duca di Sassonia dal 1137                                  |

### Babenberg
| Ritratto | Nome (nascita–morte)               | Regno           | Regno           | Note |
| Ritratto | Nome (nascita–morte)               | Inizio          | Fine            | Note |
| -------- | ---------------------------------- | --------------- | --------------- | --- |
|          | Leopoldo I il Generoso (1108–1141) | 1139            | 18 ottobre 1141 | Magravio d'Austria come Leopoldo IV dal 1136; nominato duca di Baviera dal re di Germania Corrado III di Svevia |
|          | Enrico XI Jasomirgott (1107–1177)  | 18 ottobre 1141 | 1156            | Magravio d'Austria come Enrico II; fratello di Leopoldo I; deposto                                              |

### Guelfi
| Ritratto | Nome (nascita–morte)            | Regno  | Regno | Note |
| Ritratto | Nome (nascita–morte)            | Inizio | Fine  | Note |
| -------- | ------------------------------- | ------ | ----- | --- |
|          | Enrico XII il Leone (1129–1195) | 1156   | 1180  | Figlio di Enrico X; duca di Sassonia dal 1142; nominato duca di Baviera dall'imperatore Federico Barbarossa; deposto ed esiliato |

## Duchi di Baviera della dinastia Wittelsbach (1180-1623)
Con l'ascesa di Ottone di Wittelsbach al trono bavarese hanno inizio sette secoli di governo ininterrotto della dinastia Wittelsbach sulla Baviera. Fra il XIII e il XVI secolo i territori furono spesso divisi tra fratelli, rendendo difficile stilare la lista dei duchi. Lo schema in basso riassume le spartizioni avvenute tra i vari rami della dinastia durante questo periodo.
|                      |                        |                        |                         |                         |                         |                  |
|                      |                        |                        | Baviera 1180-1253       |                         |                         |                  |
|                      |                        |                        |                         |                         |                         |                  |
|                      |                        |                        |                         |                         |                         |                  |
|                      |                        | Alta Baviera 1253-1340 | Alta Baviera 1253-1340  | Bassa Baviera 1253-1340 | Bassa Baviera 1253-1340 |                  |
|                      |                        |                        |                         |                         |                         |                  |
|                      |                        |                        |                         |                         |                         |                  |
|                      |                        | Baviera 1340-1349      |                         |                         |                         |                  |
|                      |                        |                        |                         |                         |                         |                  |
|                      |                        |                        |                         |                         |                         |                  |
|                      | Alta Baviera 1349-1363 | Alta Baviera 1349-1363 | Bassa Baviera 1349-1353 | Bassa Baviera 1349-1353 |                         |                  |
|                      |                        |                        |                         |                         |                         |                  |
|                      |                        |                        |                         |                         |                         |                  |
|                      |                        | Landshut 1353-1392     | Landshut 1353-1392      | Straubing 1353-1429     | Straubing 1353-1429     |                  |
|                      |                        |                        |                         |                         |                         |                  |
|                      |                        |                        |                         |                         |                         |                  |
| Ingolstadt 1392-1447 | Ingolstadt 1392-1447   | Landshut 1392-1503     | Landshut 1392-1503      | Monaco 1392-1467        | Monaco 1392-1467        |                  |
|                      |                        |                        |                         |                         |                         |                  |
|                      |                        |                        |                         |                         |                         |                  |
|                      |                        |                        | Dachau 1467-1501        | Dachau 1467-1501        | Monaco 1467-1503        | Monaco 1467-1503 |
|                      |                        |                        |                         |                         |                         |                  |
|                      |                        |                        |                         |                         |                         |                  |
|                      |                        |                        |                         |                         | Baviera 1503-1623       |                  |

### Ducato indiviso, 1180-1253
| Ritratto | Nome (nascita–morte)   | Regno             | Regno             | Matrimoni             | Note                                                         |
| Ritratto | Nome (nascita–morte)   | Inizio            | Fine              | Matrimoni             | Note                                                         |
| -------- | ---------------------- | ----------------- | ----------------- | --------------------- | ------------------------------------------------------------ |
|          | Ottone I (1117–1183)   | 1180              | 11 luglio 1183    | Agnese di Loon        | Nominato duca di Baviera dall'imperatore Federico Barbarossa |
|          | Ludovico I (1173–1231) | 11 luglio 1183    | 15 settembre 1231 | Ludmilla di Boemia    | Figlio di Ottone I; Conte Palatino del Reno dal 1214         |
|          | Ottone II (1206–1253)  | 15 settembre 1231 | 29 novembre 1253  | Agnese del Palatinato | Figlio di Ludovico I; Conte Palatino del Reno                |

### Prima divisione
Dopo la morte di Ottone II, la Baviera venne divisa in due parti: Ludovico divenne duca dell'Alta Baviera ed Enrico della Bassa Baviera.

#### Alta Baviera, 1253-1340
| Ritratto | Nome (nascita–morte)             | Regno            | Regno            | Matrimoni                                                      | Note |
| Ritratto | Nome (nascita–morte)             | Inizio           | Fine             | Matrimoni                                                      | Note |
| -------- | -------------------------------- | ---------------- | ---------------- | -------------------------------------------------------------- | --- |
|          | Ludovico II il Forte (1229–1294) | 29 novembre 1253 | 2 febbraio 1294  | (1) Maria di Brabante (2) Anna di Glogau (3) Matilde d'Asburgo | Figlio di Ottone II; Conte Palatino del Reno |
|          | Rodolfo I (1274–1319)            | 2 febbraio 1294  | 1317             | Matilde di Nassau                                              | Figlio di Ludovico II e Matilde; Conte Palatino del Reno; deposto da suo fratello Ludovico IV                                                             |
|          | Ludovico IV (1282–1347)          | 1301             | 20 dicembre 1340 | (1) Beatrice di Slesia-Glogau (2) Margherita II di Hainaut     | Figlio di Ludovico II e Matilde; in co-reggenza col fratello Rodolfo I fino al 1317; re di Germania dal 1314; imperatore del Sacro Romano Impero dal 1328 |

#### Bassa Baviera, 1253-1340
| Ritratto | Nome (nascita–morte)              | Regno             | Regno             | Matrimoni                                          | Note |
| Ritratto | Nome (nascita–morte)              | Inizio            | Fine              | Matrimoni                                          | Note |
| -------- | --------------------------------- | ----------------- | ----------------- | -------------------------------------------------- | --- |
|          | Enrico XIII (1235–1290)           | 29 novembre 1253  | 3 febbraio 1290   | Elisabetta d'Ungheria                              | Figlio di Ottone II                                                                                             |
|          | Ottone III (1261–1312)            | 3 febbraio 1290   | 9 settembre 1312  | (1) Caterina d'Asburgo (2) Agnese di Slesia-Glogau | Figlio di Enrico XIII; in co-reggenza con i suoi due fratelli; re d'Ungheria dal 1305 al 1307 come Béla V       |
|          | Ludovico III (1269–1296)          | 3 febbraio 1290   | 9 ottobre 1296    | –                                                  | Figlio di Enrico XIII; in co-reggenza con i suoi due fratelli                                                   |
|          | Stefano I (1271–1310)             | 3 febbraio 1290   | 10 dicembre 1310  | Giuditta di Świdnica                               | Figlio di Enrico XIII; in co-reggenza con i suoi due fratelli                                                   |
|          | Enrico XIV (1305–1339)            | 10 dicembre 1310  | 1º settembre 1339 | Margherita di Boemia                               | Figlio di Stefano I; in co-reggenza col fratello Ottone IV fino al 1334 e col nipote Enrico XV dal 1312 al 1333 |
|          | Ottone IV (1307–1334)             | 10 dicembre 1310  | 14 dicembre 1334  | Richardis di Jülich                                | Figlio di Stefano I; in co-reggenza col fratello Enrico XIV                                                     |
|          | Enrico XV (1312–1333)             | 9 settembre 1312  | 18 giugno 1333    | Anna d'Asburgo                                     | Figlio di Ottone III e Agnese                                                                                   |
|          | Giovanni I il Bambino (1329–1340) | 1º settembre 1339 | 20 dicembre 1340  | –                                                  | Figlio di Enrico XIV                                                                                            |

### Ducato riunito, 1340-1349
Dopo la morte del duca della Bassa Baviera, la Baviera fu riunificata sotto Ludovico IV.
| Ritratto | Nome (nascita–morte)                     | Regno            | Regno           | Matrimoni                                                     | Note |
| Ritratto | Nome (nascita–morte)                     | Inizio           | Fine            | Matrimoni                                                     | Note |
| -------- | ---------------------------------------- | ---------------- | --------------- | ------------------------------------------------------------- | --- |
|          | Ludovico IV (1282–1347)                  | 20 dicembre 1340 | 11 ottobre 1347 | (1) Beatrice di Slesia-Glogau (2) Margherita II di Hainaut    | |
|          | Ludovico V il Brandeburghese (1315–1361) | 11 ottobre 1347  | 1349            | (1) Margherita di Danimarca (2) Margherita di Tirolo-Gorizia  | Figlio di Ludovico IV e Beatrice; margravio di Brandeburgo dal 1323 al 1351; conte del Tirolo dal 1341; in co-reggenza con i suoi fratelli |
|          | Stefano II (1319–1375)                   | 11 ottobre 1347  | 1349            | (1) Isabella d'Aragona (2) Margherita di Norimberga           | Figlio di Ludovico IV e Beatrice; in co-reggenza con i suoi fratelli                                                                       |
|          | Ludovico VI il Romano (1328–1365)        | 11 ottobre 1347  | 1349            | (1) Cunegonda di Polonia (2) Ingeborg di Meclemburgo-Schwerin | Figlio di Ludovico IV e Margherita; in co-reggenza con i suoi fratelli                                                                     |
|          | Guglielmo I (1330–1388)                  | 11 ottobre 1347  | 1349            | Matilde di Lancaster                                          | Figlio di Ludovico IV e Margherita; in co-reggenza con i suoi fratelli                                                                     |
|          | Alberto I (1336–1404)                    | 11 ottobre 1347  | 1349            | (1) Margherita di Brieg (2) Margherita di Kleve               | Figlio di Ludovico IV e Margherita; in co-reggenza con i suoi fratelli                                                                     |
|          | Ottone V (1346–1379)                     | 11 ottobre 1347  | 1349            | Caterina di Boemia                                            | Figlio di Ludovico IV e Margherita; in co-reggenza con i suoi fratelli                                                                     |

### Seconda divisione
Nel 1349, i sei figli di Ludovico IV divisero la Baviera in Alta e Bassa.

#### Alta Baviera, 1349-1363
| Ritratto | Nome (nascita–morte)                     | Regno             | Regno             | Matrimoni                                                     | Note |
| Ritratto | Nome (nascita–morte)                     | Inizio            | Fine              | Matrimoni                                                     | Note |
| -------- | ---------------------------------------- | ----------------- | ----------------- | ------------------------------------------------------------- | --- |
|          | Ludovico V il Brandeburghese (1315–1361) | 1349              | 18 settembre 1361 | (1) Margherita di Danimarca (2) Margherita di Tirolo-Gorizia  | In co-reggenza con i fratelli Ludovico VI e Ottone V fino al 1351                                                                     |
|          | Ludovico VI il Romano (1328–1365)        | 1349              | 1351              | (1) Cunegonda di Polonia (2) Ingeborg di Meclemburgo-Schwerin | In co-reggenza con i fratelli Ludovico V e Ottone V; rinuncia ai suoi diritti sulla Baviera per diventare margravio di Brandeburgo    |
|          | Ottone V (1346–1379)                     | 1349              | 1351              | Caterina di Boemia                                            | In co-reggenza con i fratelli Ludovico V e Ludovico VI; rinuncia ai suoi diritti sulla Baviera per diventare margravio di Brandeburgo |
|          | Mainardo (1344–1363)                     | 18 settembre 1361 | 13 gennaio 1363   | Margherita d'Asburgo                                          | Figlio di Ludovico V e Margherita di Tirolo-Gorizia; conte del Tirolo                                                                 |

Dopo la morte di Mainardo, l'Alta Baviera fu spartita tra Baviera-Landshut e Baviera-Straubing.

#### Bassa Baviera, 1349-1353
| Ritratto | Nome (nascita–morte)    | Regno  | Regno | Matrimoni                                           | Note                                                   |
| Ritratto | Nome (nascita–morte)    | Inizio | Fine  | Matrimoni                                           | Note                                                   |
| -------- | ----------------------- | ------ | ----- | --------------------------------------------------- | ------------------------------------------------------ |
|          | Stefano II (1319–1375)  | 1349   | 1353  | (1) Isabella d'Aragona (2) Margherita di Norimberga | In co-reggenza con i fratelli Guglielmo I e Alberto I  |
|          | Guglielmo I (1330–1388) | 1349   | 1353  | Matilde di Lancaster                                | In co-reggenza con i fratelli Stefano II e Alberto I   |
|          | Alberto I (1336–1404)   | 1349   | 1353  | (1) Margherita di Brieg (2) Margherita di Kleve     | In co-reggenza con i fratelli Stefano II e Guglielmo I |

#### Baviera-Landshut, 1353-1392
Nel 1353, la Bassa Baviera fu a sua volta divisa in Baviera-Landshut e Baviera-Straubing.
| Ritratto | Nome (nascita–morte)    | Regno          | Regno            | Matrimoni                                           | Note                                                                                              |
| Ritratto | Nome (nascita–morte)    | Inizio         | Fine             | Matrimoni                                           | Note                                                                                              |
| -------- | ----------------------- | -------------- | ---------------- | --------------------------------------------------- | ------------------------------------------------------------------------------------------------- |
|          | Stefano II (1319–1375)  | 1353           | 13 maggio 1375   | (1) Isabella d'Aragona (2) Margherita di Norimberga |                                                                                                   |
|          | Ottone V (1346–1379)    | 1373           | 15 novembre 1379 | Caterina di Boemia                                  | Diventa nominalmente co-reggente di Stefano II dopo aver perso i suoi possedimenti in Brandeburgo |
|          | Stefano III (1337–1413) | 13 maggio 1375 | 1392             | (1) Taddea Visconti (2) Elisabetta di Kleve         | Figlio di Stefano II e Isabella; in co-reggenza con i fratelli                                    |
|          | Federico (1339–1393)    | 13 maggio 1375 | 1392             | (1) Anna di Neuffen (2) Maddalena Visconti          | Figlio di Stefano II e Isabella; in co-reggenza con i fratelli                                    |
|          | Giovanni II (1341–1397) | 13 maggio 1375 | 1392             | Caterina di Gorizia                                 | Figlio di Stefano II e Isabella; in co-reggenza con i fratelli                                    |

#### Baviera-Straubing, 1353-1429
| Ritratto | Nome (nascita–morte)                 | Regno            | Regno            | Matrimoni                                                                                             | Note |
| Ritratto | Nome (nascita–morte)                 | Inizio           | Fine             | Matrimoni                                                                                             | Note |
| -------- | ------------------------------------ | ---------------- | ---------------- | --- | --- |
|          | Guglielmo I (1330–1388)              | 1353             | 15 aprile 1388   | Matilde di Lancaster                                                                                  | Conte d'Olanda e Zelanda dal 1354; conte di Hainaut dal 1356; in co-reggenza col fratello Alberto I                                                          |
|          | Alberto I (1336–1404)                | 1353             | 13 dicembre 1404 | (1) Margherita di Brieg (2) Margherita di Kleve                                                       | Conte d'Olanda e Zelanda dal 1354; conte di Hainaut dal 1356; in co-reggenza col fratello Guglielmo I fino al 1388                                           |
|          | Alberto II (1369–1397)               | 11 ottobre 1389  | 21 gennaio 1397  | – | Figlio di Alberto I e Margherita di Brieg; associato al governo dal padre                                                                                    |
|          | Guglielmo II (1365–1417)             | 13 dicembre 1404 | 31 maggio 1417   | Margherita di Borgogna                                                                                | Figlio di Alberto I e Margherita di Brieg; conte d'Olanda, Zelanda e Hainaut                                                                                 |
|          | Giovanni III lo Spietato (1374–1425) | 1417             | 6 gennaio 1425   | Elisabetta di Görlitz                                                                                 | Figlio di Alberto I e Margherita di Brieg; contesta il diritto di successione della nipote Giacomina e prende militarmente il controllo di Baviera-Straubing |
|          | Giacomina (1401–1436)                | 31 maggio 1417   | 1429             | (1) Giovanni di Valois (2) Giovanni IV di Brabante (3) Umfredo di Lancaster (4) Francesco di Borselen | Figlia di Guglielmo II; contessa d'Olanda, Zelanda e Hainaut                                                                                                 |

Quattro anni dopo la morte senza eredi di Giovanni III, la Baviera-Straubing fu spartita fra Baviera-Ingolstadt, Baviera-Landshut, e Baviera-Monaco.

#### Baviera-Ingolstadt, 1392-1447
Nel 1392 la Baviera-Landshut fu divisa in Baviera-Landshut (con territorio ridotto), Baviera-Ingolstadt e Baviera-Monaco.
| Ritratto | Nome (nascita–morte)                | Regno             | Regno             | Matrimoni                                   | Note                                                                          |
| Ritratto | Nome (nascita–morte)                | Inizio            | Fine              | Matrimoni                                   | Note                                                                          |
| -------- | ----------------------------------- | ----------------- | ----------------- | ------------------------------------------- | ----------------------------------------------------------------------------- |
|          | Stefano III (1337–1413)             | 1392              | 26 settembre 1413 | (1) Taddea Visconti (2) Elisabetta di Kleve |                                                                               |
|          | Ludovico VII il Barbuto (1368–1447) | 26 settembre 1413 | 1º maggio 1447    | (1) Anna di Borbone (2) Caterina d'Alençon  | Figlio di Stefano III e Taddea; deposto e imprigionato da suo figlio nel 1443 |
|          | Ludovico VIII il Gobbo (1403–1445)  | 1438              | 13 aprile 1445    | Margherita di Brandeburgo                   | Figlio di Ludovico VII e Anna; associato al governo dal padre                 |

Nel 1447 la Baviera-Ingolstadt fu unita con la Baviera-Landshut

#### Baviera-Landshut, 1392-1503
| Ritratto | Nome (nascita–morte)             | Regno           | Regno            | Matrimoni                                  | Note                           |
| Ritratto | Nome (nascita–morte)             | Inizio          | Fine             | Matrimoni                                  | Note                           |
| -------- | -------------------------------- | --------------- | ---------------- | ------------------------------------------ | ------------------------------ |
|          | Federico (1339–1393)             | 1392            | 4 dicembre 1393  | (1) Anna di Neuffen (2) Maddalena Visconti |                                |
|          | Enrico XVI il Ricco (1386–1450)  | 4 dicembre 1393 | 30 luglio 1450   | Margherita d'Asburgo                       | Figlio di Federico e Maddalena |
|          | Ludovico IX il Ricco (1417–1479) | 30 luglio 1450  | 18 gennaio 1479  | Amalia di Sassonia                         | Figlio di Enrico XVI           |
|          | Giorgio il Ricco (1455–1503)     | 18 gennaio 1479 | 1º dicembre 1503 | Edvige Jagellone                           | Figlio di Ludovico IX          |

Nel 1503, la Baviera-Landshut fu unita alla Baviera-Monaco.

#### Baviera-Monaco, 1392-1467
| Ritratto | Nome (nascita–morte)      | Regno             | Regno             | Matrimoni                                                    | Note |
| Ritratto | Nome (nascita–morte)      | Inizio            | Fine              | Matrimoni                                                    | Note |
| -------- | ------------------------- | ----------------- | ----------------- | ------------------------------------------------------------ | --- |
|          | Giovanni II (1341–1397)   | 1392              | 1397              | Caterina di Gorizia                                          | |
|          | Ernesto (1373–1438)       | 1397              | 2 luglio 1438     | Elisabetta Visconti                                          | Figlio di Giovanni II; in co-reggenza col fratello                                                           |
|          | Guglielmo III (1375–1435) | 1397              | 12 settembre 1435 | –                                                            | Figlio di Giovanni II; in co-reggenza col fratello                                                           |
|          | Alberto III (1401–1460)   | 2 luglio 1438     | 29 febbraio 1460  | (1) Agnes Bernauer (2) Anna di Brunswick-Grubenhagen-Einbeck | Figlio di Ernesto                                                                                            |
|          | Giovanni IV (1437–1463)   | 29 febbraio 1460  | 18 novembre 1463  | –                                                            | Figlio di Alberto III e Anna; in co-reggenza col fratello Sigismondo                                         |
|          | Sigismondo (1439–1501)    | 29 febbraio 1460  | 3 settembre 1467  | –                                                            | Figlio di Alberto III e Anna; in co-reggenza col fratello Giovanni IV fino al 1463 e con Alberto IV dal 1465 |
|          | Alberto IV (1447–1508)    | 10 settembre 1465 | 3 settembre 1467  | Cunegonda d'Austria                                          | Figlio di Alberto III e Anna; in co-reggenza col fratello Sigismondo                                         |

#### Baviera-Dachau, 1467-1501
Nel 1467, la Baviera-Dachau fu staccata dalla Baviera-Monaco per il duca Sigismondo. Dopo la sua morte nel 1501, ritornò alla Baviera-Monaco.
| Ritratto | Nome (nascita–morte)   | Regno            | Regno            | Matrimoni | Note |
| Ritratto | Nome (nascita–morte)   | Inizio           | Fine             | Matrimoni | Note |
| -------- | ---------------------- | ---------------- | ---------------- | --------- | ---- |
|          | Sigismondo (1439–1501) | 3 settembre 1467 | 1º febbraio 1501 | –         |      |

#### Baviera-Monaco, 1467-1503
| Ritratto | Nome (nascita–morte)   | Regno            | Regno            | Matrimoni           | Note |
| Ritratto | Nome (nascita–morte)   | Inizio           | Fine             | Matrimoni           | Note |
| -------- | ---------------------- | ---------------- | ---------------- | ------------------- | ---- |
|          | Alberto IV (1447–1508) | 3 settembre 1467 | 1º dicembre 1503 | Cunegonda d'Austria |      |

### Ducato riunito, 1503-1623
Nel 1503, tutta la regione bavarese fu riunita da Alberto IV.
| Ritratto | Nome (nascita–morte)                 | Regno            | Regno            | Matrimoni                                                               | Note                                                                          |
| Ritratto | Nome (nascita–morte)                 | Inizio           | Fine             | Matrimoni                                                               | Note                                                                          |
| -------- | ------------------------------------ | ---------------- | ---------------- | ----------------------------------------------------------------------- | ----------------------------------------------------------------------------- |
|          | Alberto IV (1447–1508)               | 1º dicembre 1503 | 18 marzo 1508    | Cunegonda d'Austria 3 figli e 5 figlie                                  |                                                                               |
|          | Guglielmo IV (1493–1550)             | 18 marzo 1508    | 7 marzo 1550     | Maria Giacomina di Baden 3 figli e 1 figlia                             | Figlio di Alberto IV; in co-reggenza col fratello Ludovico X dal 1514 al 1545 |
|          | Ludovico X (1495–1545)               | 17 febbraio 1514 | 22 aprile 1545   | –                                                                       | Figlio di Alberto IV; in co-reggenza col fratello Guglielmo IV                |
|          | Alberto V (1528–1579)                | 7 marzo 1550     | 24 ottobre 1579  | Anna d'Austria 5 figli e 2 figlie                                       | Figlio di Guglielmo IV                                                        |
|          | Guglielmo V il Pio (1548–1626)       | 24 ottobre 1579  | 15 ottobre 1597  | Renata di Lorena 7 figli e 3 figlie                                     | Figlio di Alberto V; abdica in favore del figlio Massimiliano                 |
|          | Massimiliano I il Grande (1573–1651) | 15 ottobre 1597  | 25 febbraio 1623 | (1) Elisabetta di Lorena nessun figlio (2) Maria Anna d'Austria 2 figli | Figlio di Guglielmo V                                                         |

## Elettori e Duchi di Baviera (1623-1806)

### Wittelsbach
Il duca Massimiliano I ottiene la dignità di Principe elettore e Arci-siniscalco del Sacro Romano Impero dopo la deposizione di Federico V del Palatinato. Nel 1777 il ramo bavarese dei Wittelsbach si estingue nella discendenza maschile e la Baviera viene ereditata da Carlo Teodoro, esponente dei Wittelsbach palatini.
| Ritratto | Nome (nascita–morte)                  | Regno             | Regno             | Matrimoni                                                                                                 | Note |
| Ritratto | Nome (nascita–morte)                  | Inizio            | Fine              | Matrimoni                                                                                                 | Note |
| -------- | ------------------------------------- | ----------------- | ----------------- | --- | --- |
|          | Massimiliano I il Grande (1573–1651)  | 25 febbraio 1623  | 27 settembre 1651 | (1) Elisabetta di Lorena nessun figlio (2) Maria Anna d'Austria 2 figli                                   | Conte Palatino del Reno dal 1623 al 1648                                                                           |
|          | Ferdinando Maria (1636–1679)          | 27 settembre 1651 | 26 maggio 1679    | Enrichetta Adelaide di Savoia 5 figli e 3 figlie                                                          | Figlio di Massimiliano I                                                                                           |
|          | Massimiliano II Emanuele (1662–1726)  | 26 maggio 1679    | 26 febbraio 1726  | (1) Maria Antonia d'Austria 3 figli (2) Teresa Cunegonda Sobieska di Polonia 8 figli e 1 figlia           | Figlio di Ferdinando Maria; privato dell'Elettorato tra il 1706 e il 1714                                          |
|          | Carlo I Alberto (1697–1745)           | 26 febbraio 1726  | 20 gennaio 1745   | Maria Amalia d'Austria 2 figli e 4 figlie                                                                 | Figlio di Massimiliano Emanuele; re di Boemia dal 1741; imperatore del Sacro Romano Impero dal 1742 come Carlo VII |
|          | Massimiliano III Giuseppe (1727–1777) | 20 gennaio 1745   | 30 dicembre 1777  | Maria Anna Sofia di Sassonia nessun figlio                                                                | Figlio di Carlo Alberto                                                                                            |
|          | Carlo II Teodoro (1724–1799)          | 30 dicembre 1777  | 16 febbraio 1799  | (1) Elisabetta Augusta del Palatinato-Sulzbach 1 figlio (2) Maria Leopoldina d'Austria-Este nessun figlio | Elettore Palatino dal 1742                                                                                         |
|          | Massimiliano IV Giuseppe (1756–1825)  | 16 febbraio 1799  | 1º gennaio 1806   | (1) Augusta Guglielmina d'Assia-Darmstadt 2 figli e 3 figlie (2) Carolina di Baden 2 figli e 6 figlie     | Duca di Zweibrücken dal 1795                                                                                       |

## Re di Baviera (1806-1918)

### Wittelsbach
Nel 1806 la Baviera diventa regno e l'elettore Massimiliano IV Giuseppe diventa re Massimiliano I.
| Ritratto | Nome (nascita–morte)        | Regno           | Regno            | Matrimoni                                                                                             | Note |
| Ritratto | Nome (nascita–morte)        | Inizio          | Fine             | Matrimoni                                                                                             | Note |
| -------- | --------------------------- | --------------- | ---------------- | --- | --- |
|          | Massimiliano I (1756–1825)  | 1º gennaio 1806 | 13 ottobre 1825  | (1) Augusta Guglielmina d'Assia-Darmstadt 2 figli e 3 figlie (2) Carolina di Baden 2 figli e 6 figlie | |
|          | Ludovico I (1786–1868)      | 13 ottobre 1825 | 20 marzo 1848    | Teresa di Sassonia-Hildburghausen 4 figli e 5 figlie                                                  | Figlio di Massimiliano I; abdica in favore del figlio Massimiliano II |
|          | Massimiliano II (1811–1864) | 20 marzo 1848   | 10 marzo 1864    | Maria di Prussia 2 figli                                                                              | Figlio di Ludovico I |
|          | Ludovico II (1845–1886)     | 10 marzo 1864   | 13 giugno 1886   | – | Figlio di Massimiliano II; soprannominato il re delle fiabe; nel 1871 la Baviera è annessa all'Impero tedesco; viene arrestato il 10 giugno 1886 e dichiarato pazzo                                                 |
|          | Ottone (1848–1916)          | 13 giugno 1886  | 5 novembre 1913  | – | Figlio di Massimiliano II; dichiarato mentalmente incapace di regnare, le sue funzioni sono esercitate da due reggenti: Luitpold di Baviera (1886-1912); Ludovico di Baviera (1912-1913); viene deposto da Ludovico |
|          | Ludovico III (1845-1921)    | 5 novembre 1913 | 13 novembre 1918 | Maria Teresa d'Austria-Este 4 figli e 9 figlie                                                        | Figlio di Luitpold di Baviera e nipote di Ludovico I; principe reggente dal 1912 al 1913; deposto insieme agli altri monarchi tedeschi con la fine dell'Impero                                                      |

## Pretendenti al trono (dal 1918)

### Wittelsbach
Nel 1918 la Baviera diventa repubblica.
- 1918-1921 Ludovico III
- 1921-1955 Rupprecht
- 1955-1996 Alberto Leopoldo
- dal 1996 Francesco